# Кумс, Свен
Свен Кумс (нидерл. Sven Kums; родился 26 февраля 1988 года в Ассе, Фламандский Брабант) — бельгийский футболист, полузащитник.

## Клубная карьера

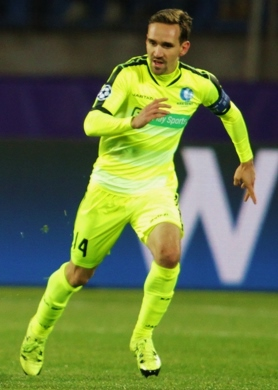
Кумс в составе «Гента»

Кумс — воспитанник клуба «Андерлехт», где его отец работал тренером. Из-за высокой конкуренции Свен для получения игровой практики на правах аренды выступал за «Льерс» и «Кортрейк». Последний клуб в 2008 году подписал Кумса, после того, как тот помог команде вернуться в элиту. За «Кортрейк» в Жюпиле лиге Свен провёл более 100 матчей, став одним из лидеров клуба.
Летом 2011 года Кумс перешёл в нидерландский «Херенвен». Сумма трансфера составила 800 тыс. евро. 6 августа в матче против НЕКа он дебютировал в Эредивизи. 15 октября в поединке против «Де Графсхап» Свен забил свой первый гол за «Херенвен».
Летом 2013 года Кумс вернулся на родину, подписав контракт с клубом «Зюлте-Варегем». 15 сентября в матче против «Генка» он дебютировал за новую команду. 22 сентября в поединке против «Ауд-Хеверле Лёвен» Свен забил свой первый гол за «Зюлте-Варегем». В 2014 году Кумс перешёл в «Гент». 26 июля в матче против «Серкль Брюгге» он дебютировал за новый клуб. 21 мая 2015 года в поединке против льежского «Стандарда» Кумс забил свой первый гол за «Гент». В том же году Свен помог клубу впервые в истории выиграть чемпионат и завоевать Суперкубок Бельгии. В новом сезоне он был выбран капитаном команды. 4 октября в матче против «Брюгге» Кумс сделал хет-трик. В том же году он был признан Футболистом года в Бельгии.
Летом 2016 года Свен на правах долгосрочной аренды перешёл в итальянский «Удинезе». В матче против «Милана» он дебютировал в итальянской Серии A. Летом 2017 года Кумс вернулся в «Андерлехт». 28 июля в матче против «Антверпена» он дебютировал за команду.

## Международная карьера
5 сентября 2008 года в матче против сверстников из Словакии Кумс дебютировал за молодёжную сборную Бельгии.

## Достижения
"Гент"
- Чемпионат Бельгии по футболу — 2014/15
- Обладатель Суперкубка Бельгии — 2015

Индивидуальные
- Футболист года в Бельгии — 2016